# Spider-Woman (serial animowany)
Spider-Woman – amerykański superbohaterski serial animowany z 1979 roku na podstawie serii komiksów o superbohaterce o tym samym pseudonimie wydawnictwa Marvel Comics. W oryginalnej wersji językowej głównym postaciom głosów użyczyli: Joan Van Ark, Bruce Miller, Bryan Scott i Larry Carroll oraz Dick Tufeld jako narrator.
Spider-Woman zadebiutowała 22 września 1979 roku w Stanach Zjednoczonych na antenie ABC. Serial został zakończony po pierwszej serii. 5 stycznia 1980 roku wyemitowano ostatni, szesnasty odcinek serialu.

## Obsada
- Joan Van Ark jako Jessica Drew / Spider-Woman[1][2][3]
- Bruce Miller jako Jeff Hunt[1][2][3]
- Bryan Scott jako Billy Drew[1][2][3]
- Larry Carroll jako detektyw Miller[2][3]
- Dick Tufeld jako narrator[1][2][3]

Ponadto w serialu głosów użyczyli: Lou Krugman jako komendant policji Cooper, Paul Soles jako Peter Parker / Spider-Man oraz John H. Mayer, Vic Perrin, Ilene Latter, Tony Young, Karen Machon, John Milford.

## Emisja i wydanie
Spider-Woman zadebiutowała 22 września 1979 roku w Stanach Zjednoczonych na antenie ABC. Serial został zakończony po pierwszej serii. 5 stycznia 1980 roku wyemitowano ostatni, szesnasty odcinek serialu
Serial został wydany 2 sierpnia 2009 roku na DVD w Wielkiej Brytanii przez Clear Vision. W Polsce ukazał się 27 października 2008 roku na tym nośniku, w ramach Kolekcji Marvela wydawanej przez Media Service. Od 12 listopada 2019 roku Spider-Woman jest jednym z seriali dostępnych na Disney+ w Stanach Zjednoczonych i w innych krajach, gdzie serwis jest dostępny.

## Lista odcinków
| Nr | Tytuł                        | Tytuł polski             | Premiera (ABC)       |
| -- | ---------------------------- | ------------------------ | -------------------- |
| 1  | Pyramids of Terror           | Piramidy strachu         | 22 września 1979     |
| 2  | Realm of Darkness            | Królestwo Ciemności      | 29 września 1979     |
| 3  | The Amazon Adventure         | Przygoda w Amazonii      | 6 października 1979  |
| 4  | The Ghost Vikings            | Upiory Wikingów          | 13 października 1979 |
| 5  | The Kingpin Strikes Again    | Kingpin kontratakuje     | 20 października 1979 |
| 6  | The Lost Continent           | Zagubiony kontynent      | 27 października 1979 |
| 7  | The Kongo Spider             | Pająk z Kongo            | 3 listopada 1979     |
| 8  | Games of Doom                | Zabawa w zagładę         | 10 listopada 1979    |
| 9  | Shuttle to Disaster          | O krok od katastrofy     | 17 listopada 1979    |
| 10 | Dracula’s Revenge            | Zemsta Draculi           | 24 listopada 1979    |
| 11 | The Spider-Woman and the Fly | Spider-Woman i mucha     | 1 grudnia 1979       |
| 12 | Invasion of the Black Hole   | Inwazja z Czarnej Dziury | 8 grudnia 1979       |
| 13 | The Great Magini             | Wielki Magini            | 15 grudnia 1979      |
| 14 | A Crime in Time              | Przestępstwo             | 22 grudnia 1979      |
| 15 | Return of the Spider-Queen   | Powrót w czasie          | 29 grudnia 1979      |
| 16 | The Deadly Dream             | Zabójczy sen             | 5 stycznia 1980      |

## Produkcja
Korzystając z wysokiej popularności postaci o tym samym pseudonimie w drugiej połowie lat siedemdziesiątych, Marvel Comics Animation podjęło decyzję o stworzeniu serialu animowanego na podstawie komiksów o tej superbohaterce – wspólnie z DePatie–Freleng Enterprises. Nad serialem pracował Stan Lee, który podszedł swobodnie do materiału źródłowego. Nad scenariuszem pracowali Jeffrey Scott i Tom Swale, a reżyserią zajął się Bob Richardson.
Scenarzyści zdecydowali się zmienić między innymi genezę tytułowej bohaterki. W serialu Jessica Drew została ugryziona przez jadowitego pająka jako dziecko, a jej ojciec uratował jej życie za pomocą eksperymentalnego serum, które spotęgowało jej moce. Nadal posiadała swoje komiksowe zdolności, jednak upodobniono ją bardziej do Spider-Mana, z którym pierwotnie nie miała żadnego związku poza podobnym pseudonimem. W serialu otrzymała pajęczy zmysł, który pozwalał jej dostrzegać niebezpieczeństwa, oraz zdolność do tworzenia sieci z rąk. W przeciwieństwie do postaci komiksów Jessica prowadziła stosunkowo normalne życie jako redaktor „Justice Magazine”. W tej roli obsadzono Joan Van Ark.
Kilka razy w serialu pojawił się Spider-Man, któremu głosu użyczył Paul Soles. Aktor wcześniej dubbingował postać w serialu Spider-Man z 1967 roku.
Spider-Woman stała się pierwszą postacią kobiecą, która otrzymała własny serial animowany, jednak został on anulowany po pierwszym sezonie. Przyczyniły się do tego problemy z serią komiksową związane z dużą rotacją scenarzystów i nadmiernym upodobnieniem postaci do Spider-Mana, które doprowadziły do niezadowolenia wśród czytelników. Sprzedaż serii komiksowej przed premierą serialu zaczęła gwałtownie spadać, co doprowadziło do jego niskiej oglądalności.
Muzykę do serialu skomponował Eric Rogers.